# Mühling (Gemeinde Wieselburg-Land)
Mühling ist eine Ortschaft und eine Katastralgemeinde der Gemeinde Wieselburg-Land im Bezirk Scheibbs in Niederösterreich.

## Geschichte
Während des Ersten Weltkrieges wurden im Kriegsgefangenenlager Mühling bis zu 300 Offiziere gefangen gehalten.
Laut Adressbuch von Österreich waren im Jahr 1938 in der Ortsgemeinde Mühling ein Brunnenbauer, ein Gastwirt, ein Gemischtwarenhändler, ein Schneider und einige Landwirte ansässig.

## Siedlungsentwicklung
Zum Jahreswechsel 1979/1980 befanden sich in der Katastralgemeinde Mühling insgesamt 145 Bauflächen mit 44.938 m² und 105 Gärten auf 134.832 m², 1989/1990 gab es 228 Bauflächen. 1999/2000 war die Zahl der Bauflächen auf 287 angewachsen und 2009/2010 bestanden 362 Gebäude auf 714 Bauflächen.

## Öffentliche Einrichtungen
In Mühling gibt es einen Kindergarten.

## Bodennutzung
Die Katastralgemeinde ist landwirtschaftlich geprägt. 450 Hektar wurden zum Jahreswechsel 1979/1980 landwirtschaftlich genutzt und 38 Hektar waren forstwirtschaftlich geführte Waldflächen. 1999/2000 wurde auf 451 Hektar Landwirtschaft betrieben und 38 Hektar waren als forstwirtschaftlich genutzte Flächen ausgewiesen. Ende 2018 waren 387 Hektar als landwirtschaftliche Flächen genutzt und Forstwirtschaft wurde auf 40 Hektar betrieben. Die durchschnittliche Bodenklimazahl von Mühling beträgt 62,5 (Stand 2010).